# Salvador Toscano
Salvador Toscano Barragán  (né le 22 mars 1872 à Guadalajara, Jalisco - mort le 14 avril 1947 à Mexico) est un réalisateur et producteur de cinéma. Il est considéré comme le pionnier du cinéma mexicain : on lui doit la première fiction mexicaine et plus d'une centaine de documentaires. Une récompense cinématographique porte son nom : la médaille Salvador-Toscano.

## Biographie
En 1896, le photographe français Gabriel Veyre débarque au Mexique pour réaliser les premières prises de vue cinématographiques du pays à la demande des frères Lumière, d'abord à Mexico, puis à Guadalajara. Moins d'un an plus tard, Salvador Toscano, étudiant en ingénierie des mines attiré par le monde de l'image, achète un appareil Lumière et entreprend de filmer la vie quotidienne au Mexique. Au début de 1897, il inaugure la première salle de cinéma de Mexico.
Pour lui, commence alors une carrière prolifique durant laquelle il réalise la première fiction mexicaine : Don Juan Tenorio (1898) avec l'acteur populaire Paco Gavilanes, ainsi que plus d'une centaine de courts métrages documentaires muets : Viaje a Yucatán (1906), où il accompagne le dictateur Porfirio Díaz en voyage officiel, ou encore les nombreuses « Histoires complètes de la Révolution », sur la révolution mexicaine.
En parallèle, son cinéma diffuse les grands classiques de l'époque, tels que Le Vol du grand rapide (1903) ou Le Voyage dans la Lune de Méliès (1902).
La carrière de Salvador Toscano est à rapprocher de celle d'Enrique Rosas, autre pionnier mexicain de l'époque
En 1950, la fille de Salvador, Carmen Toscano, achève la production de Memorias de un Mexicano, un documentaire incluant de nombreuses scènes filmées par son père entre 1897 et 1923. Le film, qui gravite autour des évènements révolutionnaires lors du mandat de Porfirio Díaz, gagne l'Ariel d'or du Meilleur Film d'Intérêt National, donnant ainsi à Salvador Toscano une récompense posthume méritée au vu de l'ensemble de son œuvre.

## Filmographie sélective
- 1906 : Viaje a Yucatán
- 1910 : Fiestas del Centenario de la Independencia
- 1912 : Historia completa de la Revolución de 1910 a 1912
- 1913 : La Decena Trágica en México
- 1914 : Historia completa de la Revolución
- 1915 : Historia completa de la Revolución de 1910 a 1915
- 1916 : Historia completa de la Revolución de 1910 a 1916 (1916).... codirector
- 1917 : El territorio de Quintana Roo
- 1917 : Las riquezas de Quintana Roo
- 1921 : Las fiestas del Centenario de la Consumación de la Independencia de México
- 1923 : Historia auténtica de Francisco Villa y su trágica muerte en Parral
- 1927 : Historia completa de la Revolución Mexicana de 1900 a 1927
- 1935 : Historia de la Revolución Mexicana
- 1950 : Memorias de un Mexicano de Carmen Toscano

## Distinction
- 1951 : Ariel d'or posthume du Meilleur Film d'Intérêt National, partagé avec sa fille Carmen Toscano, pour Memorias de un Mexicano